# Edward Ellerker
Pour les articles homonymes, voir Ellerker.
Edward Ellerker, né vers 1537 et mort le 28 décembre 1586, de Risby près de Beverley dans le Yorkshire, est un homme politique anglais.

## Famille
Sa mère et sa femme étaient tous deux de la famille Constable. Son beau-père a été député pour le Yorkshire, Sir Robert Constable. Ellerker a été marié à Elizabeth Constable, et ils ont eu quatre ou cinq fils.

## Carrière
Il était un député (MP) du Parlement d'Angleterre pour Beverley en 1571